# Jean de Mortemart
Jean de Mortemart – francuski kierowca wyścigowy.

## Kariera
Mortemart rozpoczął karierę w międzynarodowych wyścigach samochodowych w 1963 roku od startu w klasie GT +3.0 24-godzinnego wyścigu Le Mans, którego jednak nie ukończył. Rok później w tej samej klasie stanął na drugim stopniu podium. Największy sukces osiągnął jednak w 1965, kiedy to odniósł zwycięstwo w klasie P +3.0.